# Бусуйок, Аурелий Александрович
Аурелий Александрович Бусуйок (рум. Aureliu Busuioc; 26 октября 1928, Кобылка, Бессарабия, Королевство Румыния — 8 октября 2012, Кишинёв, Республика Молдова) — советский и молдавский поэт и сценарист, Народный поэт Молдавии, Член Союза писателей СССР (1954—91).

## Биография
Родился 26 октября 1928 года в Кобылке.
Поступил в педагогический институт, но благодаря его стараниям, после трёх курсов он окончил его досрочно. Поэтической деятельностью стал заниматься начиная с 1950 года и с тех пор написал очень много стихотворений, некоторые из которых стали культовыми и он был удостоен звания Народного поэта Молдавии, также написал ряд сценариев для кино, три из которых были экранизированы (Путешествие в апрель, Я хочу петь, Западня).
Скончался 8 октября 2012 года в Кишинёве от тромбоэмболии, немного не дожив до своего дня рождения. Прощание с ним прошло 9 октября в Союзе писателей Молдовы, в тот же день он был похоронен на Армянском кладбище.

### Личная жизнь
Аурелио Бусуйок был женат. Супруга скончалась за несколько лет до его смерти. Имел сына Корнела Бусуйока.